# William Gradit
Pour les articles homonymes, voir Gradit.
William Gradit, né le 29 mai 1982 à Strasbourg, est un joueur de basket-ball professionnel français. Il mesure 1,97 m.

## Biographie
Il débute avec l'équipe de France lors de l'été 2008 face à l'équipe d'Israël. Il dispute 14 rencontres sous le maillot bleu, pour un total de 57 points durant cette seule saison.
Le 13 décembre 2013, il est arrêté par le médecin du club en raison de « complications musculaires ». Il reprend l'entraînement le 5 février 2014. Il est de retour le 14 février à l'occasion du match de Coupe de France à Cholet. Il quitte le club de Roanne pour aller, le 15 juin 2014 à l'Élan Chalon.

## Palmarès
- Champion de France Pro B en 2007
- Finaliste semaine des as 2008
- Finaliste de la Leaders Cup : 2016